# 马多加尔
马多加尔（Madhogarh），是印度北方邦Jalaun县的一个城镇。总人口10071（2001年）。

## 人口
该地2001年总人口10071人，其中男性5479人，女性4592人；0—6岁人口1409人，其中男774人，女635人；识字率62.68%，其中男性为70.62%，女性为53.22%。